# Осирои
Осирои (яп. おしろい) — грим, традиционно используемый актёрами театра кабуки, гейшами и их ученицами, а также другими людьми, связанными с японской культурой, например, исполнителями танцев на мацури.
Женщины и женские персонажи при нанесении осирои оставляют на шее небольшой фрагмент голой кожи, так как это место в японской культуре считается соблазнительным.